# Distretto 7 (Düsseldorf)
Il distretto 7 è uno dei 10 distretti urbani (Stadtbezirk) della città tedesca di Düsseldorf.

## Suddivisione amministrativa
Il distretto 7 è diviso in 4 quartieri (Stadtteil):
- 071 Gerresheim
- 072 Grafenberg
- 073 Ludenberg
- 074 Hubbelrath